# Astacilla bocagei
Astacilla bocagei là một loài chân đều trong họ Arcturidae. Loài này được Nobre miêu tả khoa học năm 1903.